# Moyenne de présence sur les buts

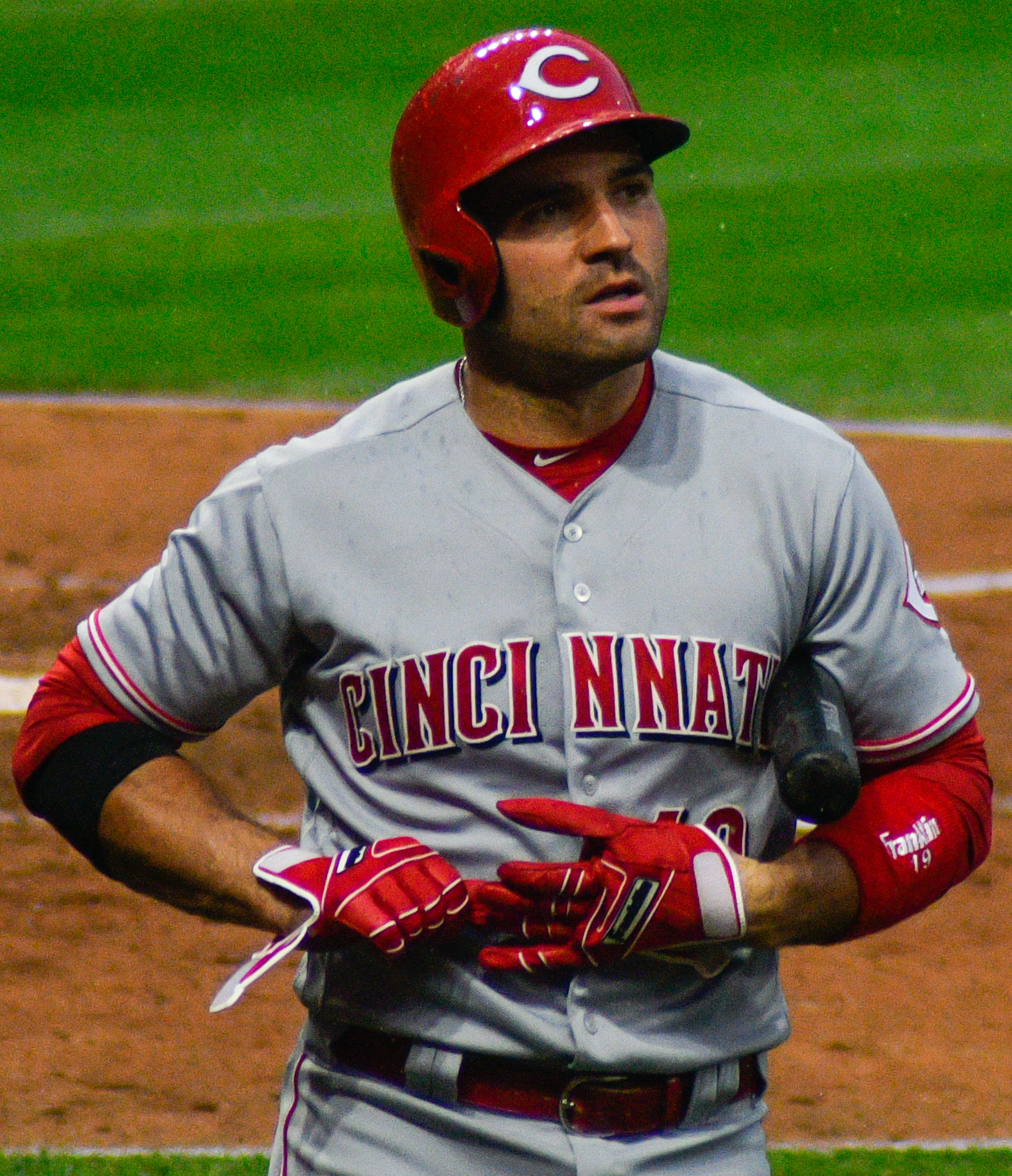
Après la saison 2019, Joey Votto affiche la moyenne de présence sur les buts la plus élevée parmi les joueurs en activité des Ligues majeures.

La moyenne de présence sur les buts est une statistique au baseball.
Elle cherche à déterminer la fréquence à laquelle un frappeur atteint les sentiers par rapport au nombre de fois qu'il se présente au bâton.

## Formule
La formule mathématique pour calculer la moyenne de présence sur les buts est la suivante :
{\displaystyle OBP={\frac {H+BB+HBP}{AB+BB+HBP+SF}}}
La moyenne de présence sur les buts, représentée par l'abréviation anglaise OBP (pour on-base percentage), est donc calculée en additionnant le nombre de coups sûrs frappés par le joueur, le nombre de buts-sur-balles qu'il a soutiré au lanceur adverse et le nombre de fois qu'il a atteint les sentiers en étant atteint par un tir, puis en divisant le total obtenu par l'addition du nombre de ses présences officielles au bâton, le nombre de buts-sur-balles obtenus, le nombre de fois qu'il a été atteint par un tir et le nombre de ballons-sacrifices qu'il a frappé.
En revanche, les situations suivantes au cours desquelles un joueur se rend sur les buts ne sont pas considérées et n'augmentent pas sa moyenne : être sauf sur une erreur d'un adversaire en défensive, atteindre les buts sur une troisième prise échappée ou ratée par le receveur, se voir allouer un but en raison de l'obstruction d'un joueur d'avant-champ.
Avant 1954, les ballons-sacrifices n'étaient pas considérés dans le calcul de la moyenne de présence sur les buts puisque cette statistique n'existait pas. En effet, les amortis et les ballons-sacrifices étaient considérés comme une seule et même statistique.

## Records

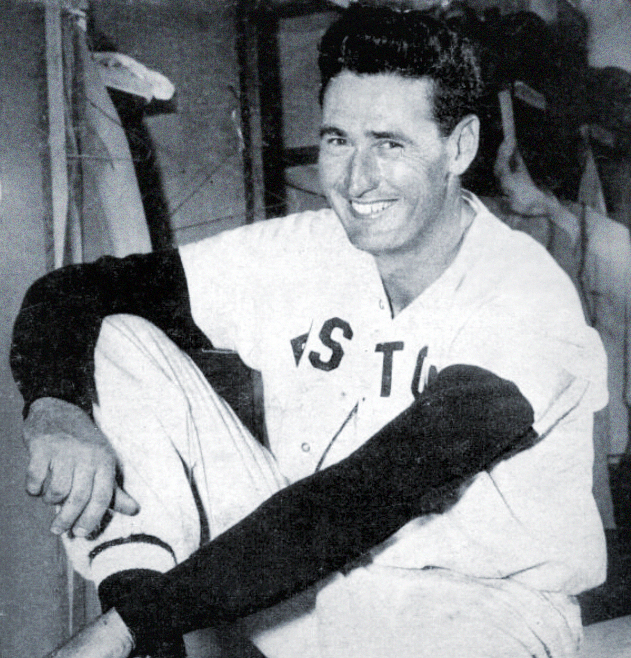
Ted Williams.

### Ligues majeures de baseball
Le record pour la moyenne de présence sur les buts en carrière la plus élevée pour un joueur des Ligues majeures de baseball appartient à Ted Williams, avec une moyenne de ,482 en 19 saisons. Il est suivi par Babe Ruth (,474) et John McGraw (,465).
Le record en une saison est détenu par Barry Bonds avec une moyenne de ,609 au cours de la saison 2004. Bonds détient aussi la 2e moyenne de présence sur les buts la plus élevée (,582 en 2002) et est suivi au 3e rang par Ted Williams (,553 en 1941).
Après la saison 2019 des Ligues majeures, le meneur parmi les joueurs en activité est Joey Votto (,421), suivi de Mike Trout (,419) et Miguel Cabrera (,392).